# Anna Hyde
Anna Hyde (ang. Anne; ur. 12 marca 1637 w Cranbourne Lodge w Windsorze, zm. 31 marca 1671 w Pałacu św. Jakuba w Westminsterze) – księżna Yorku i Albany jako pierwsza żona Jakuba Stuarta (późniejszego króla Anglii i Szkocji, Jakuba II). Miała z nim ośmioro dzieci, spośród których tylko dwie córki dożyły dorosłości – były to dwie przyszłe królowe Anglii i Szkocji – Maria II oraz Anna Stuart.

## Życiorys
Urodziła się 12 marca 1637 roku jako najstarsza córka Edwarda Hyde’a, hrabiego Clarendon (1608–1674), oraz jego drugiej żony – Frances Aylesbury (1617–1667). Dziewczynka otrzymała imię Anna (ang. Anne) na cześć pierwszej żony ojca, Anny Ayliffe.
Życie Anny sprzed 1649 roku jest przedmiotem spekulacji historyków, z racji braku wielu źródeł historycznych. W 1649 roku doszło do egzekucji króla Karola I Stuarta, przez co rodzina Hyde zmuszona była opuścić ojczyznę – ojciec Anny był bowiem jednym z doradców zmarłego monarchy. Rodzina udała się do Holandii, gdzie księżna Oranii udzielała schronienia wielu angielskim uciekinierom. W trakcie pobytu w Holandii Anna stała się damą dworu księżnej Oranii i zdobywała sympatię wśród wielu ludzi, głównie dzięki swojej atrakcyjności. Ostatecznie zakochał się w niej sam młodszy syn zdetronizowanego króla, Jakub Stuart. Mężczyzna obiecał Annie, że ożeni się z nią – nawet wbrew woli jej ojca. Para została zmuszona do małżeństwa, gdy Anna w 1660 roku zaszła w ciążę. Ceremonia zaślubin odbyła się już po przywróceniu monarchii – w maju 1660 roku. Miała miejsce 3 września 1660 roku w Londynie.
Pierwsze dziecko Anny i Jakuba przyszło na świat w dwa miesiące po ślubie pary. Łącznie kobieta urodziła mężowi ośmioro dzieci:
- Karol (ur. 22 października 1660, zm. 5 maja 1661) – książę Cambridge.
- Maria II (ur. 30 kwietnia 1662, zm. 28 grudnia 1694).
- Jakub (ur. 12 lipca 1663, zm. 20 czerwca 1667) – książę Cambridge.
- Anna (ur. 6 lutego 1665, zm. 1 sierpnia 1714).
- Karol (ur. 4 lipca 1666, zm. 22 maja 1667).
- Edgar (ur. 14 września 1667, zm. 8 czerwca 1671) – książę Cambridge.
- Henryka (ur. 13 stycznia 1669, zm. 15 listopada 1669).
- Katarzyna (ur. 9 lutego 1671, zm. 5 grudnia 1671).

Mimo ślubu, który został zawarty z miłości, jaka łączyła Annę i Jakuba, mężczyzna nie był wiernym mężem. Jego kochanką była m.in. Arabella Churchill, z którą doczekał się czworga nieślubnych dzieci, w tym Jakuba FitzJames (1. księcia Berwick).
W późniejszym życiu księżna Yorku przeszła sekretnie na katolicyzm, co oburzyło anglikańską rodzinę. Król Karol II (brat Jakuba) nakazał jednak wyraźnie, aby dzieci pary zostały wychowane w wierze protestanckiej. Po śmierci Anny jej mąż ożenił się po raz drugi, z katoliczką, Marią z Modeny, i miał z nią oczekiwanego syna – Jakuba Franciszka Edwarda, który jednakże nie został królem. Zamiast niego na tronie angielskim i szkockim zasiadły jego dwie córki z pierwszego małżeństwa, dzieci Anny – Maria i Anna.
Księżna Yorku i Albany zmarła 31 marca 1671 roku na raka piersi. Została pochowana 5 kwietnia 1671 roku w Opactwie Westmisterskim.
Anna była ostatnią Angielką, która wyszła za mąż za następcę tronu angielskiego do Diany Spencer, która w 1981 roku poślubiła Karola, księcia Walii (późniejszego króla Wielkiej Brytanii, Karola III).

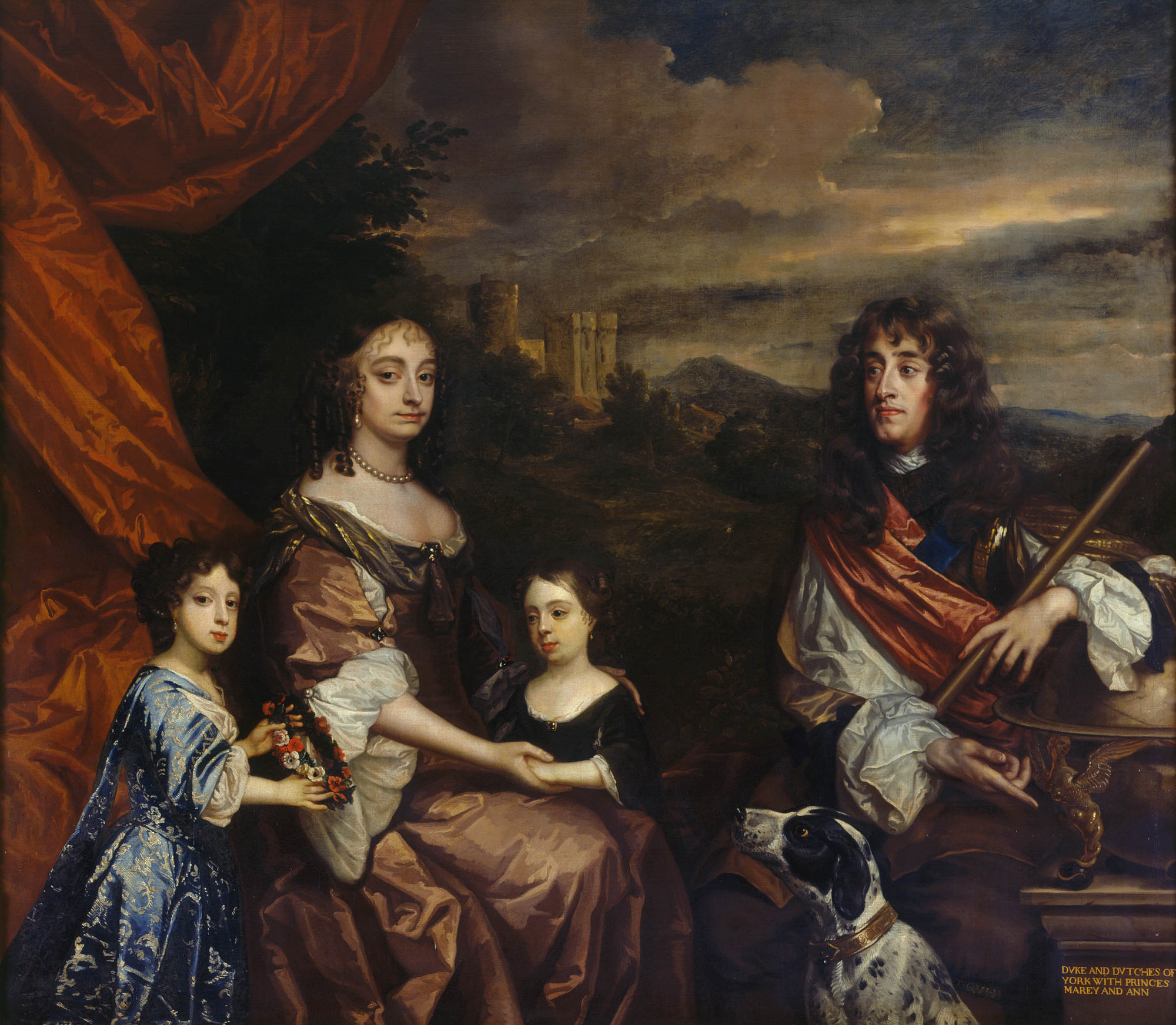
Anna Hyde z mężem i córkami – Marią (z lewej) i Anną (z prawej), w tle Zamek w Windsorze, Peter Lely, ok. 1670